# Xabier Galán Garamendi
Xabier Galán Garamendi (Bilbao, Vizcaya, España 23 de noviembre de 1989) es un exfutbolista que jugaba como lateral izquierdo. Se formó en las categorías inferiores del Athletic Club, llegando a jugar varias campañas en el Bilbao Athletic.

## Trayectoria
Galán se formó en las categorías inferiores del Athletic Cub y del Danok Bat. En enero de 2009 dio el salto al Bilbao Athletic. En 2012 se incorporó al filial del CA Osasuna para unirse, un año después, al Club Portugalete. En 2016, después de tres temporadas en el club vizcaíno, llegó al Barakaldo de la Segunda División B.
En septiembre de 2020 firmó por el Sestao River. Un año más tarde se incorporó a la SD Deusto, donde al término de la temporada se retiró como futbolista para centrarse en su trabajo como nutricionista.

## Clubes
- 2007-09 CD Basconia
- 2008-12 Bilbao Athletic
- 2012-13 Osasuna Promesas
- 2013-16 Club Portugalete
- 2016-20 Barakaldo Club de Fútbol
- 2020-21 Sestao River
- 2021-22 SD Deusto